# Lidia Isac

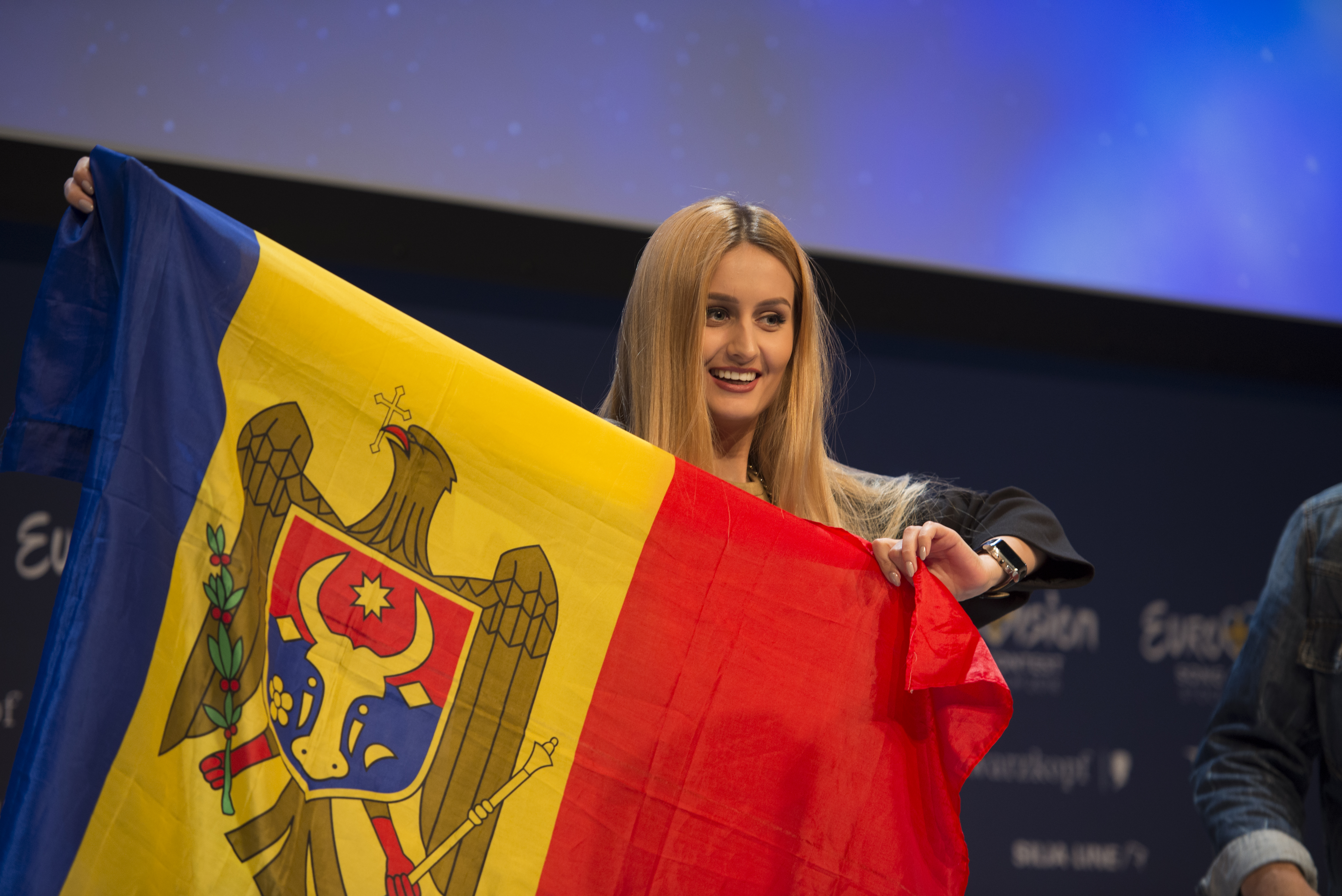
Foto de la Lidia Isac al Festival d'Eurovisió 2016

Lidia Isac (27 de març de 1993) és una cantant moldava que va representar Moldàvia al Festival d'Eurovisió de 2016 amb la cançó "Falling Stars" ("Estels Fugaços"). La cantant havia estat anteriorment membre del duet de noies Glam Girls que va intentar sense èxit participar en el festival entre 2013 i 2015.